# Justus (gebouw)

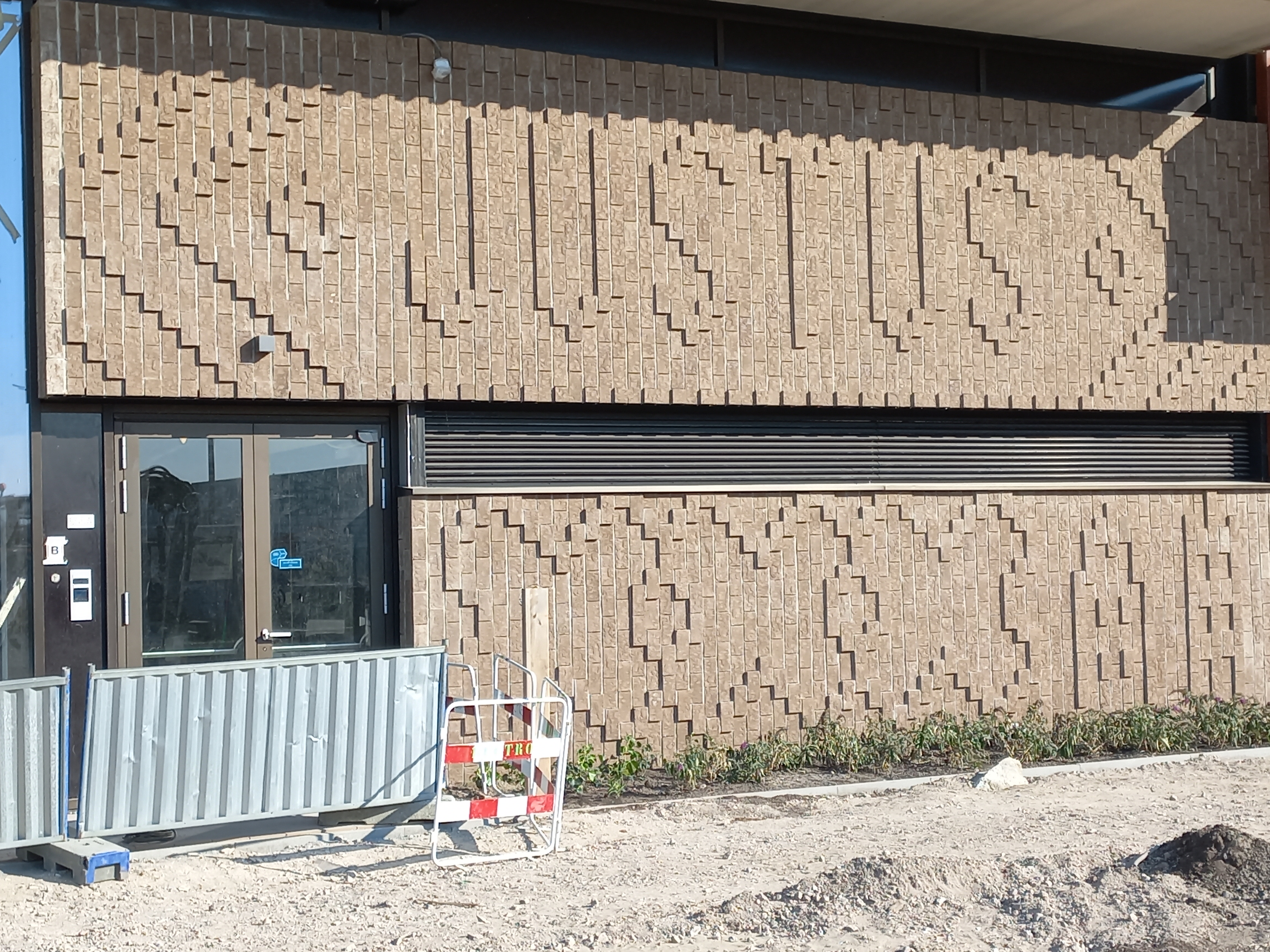
Baksteenreliëf (september 2024)

Justus is een woontoren in de Sluisbuurt op het Zeeburgereiland in Amsterdam-Oost.

## Bouwwerk
Het Zeeburgereiland was bijna een eeuw lang een onherbergzaam gebied met militaire terreinen en zelfs een vliegveldje: Marinevliegkamp Schellingwoude. Door de bouw van de wijk IJburg werd het steeds meer een schakelpunt tussen Amsterdam-Noord (Schellingwouderbrug), Amsterdam-Centrum (Piet Heintunnel), Amsterdam-Oost (Amsterdamsebrug) en IJburg (Enneüs Heermabrug). In 2023 kwam daar nog bij het veer van en naar Sporenburg. Het gehele eiland onderging bij die omslag een transformatie. Oude bebouwing waaronder een Rioolwaterzuivering Oost uit de jaren zeventig verdween om plaats te maken voor een openlucht remise voor tramlijn 26, kruising en woningbouw. In het noordwestelijk kwadrant van de kruising Piet Heintummel en Zuiderzeeweg kreeg het de naam Sluisbuurt, vernoemd naar de Oranjesluizen.
In de jaren tien en twintig van de 21e eeuw werd aan die buurt gebouwd, waarbij meteen volgens Jaap Huisman een blikvanger werd neergezet in de vorm van een woontoren met de naam Justus. Die naam verwijst naar Justus Dirks, de ontwerper van de Oranjesluizen die tussen het eiland en Schellingwoude liggen. Het ontwerp voor deze wolkenkrabber kwam van de Architekten Cie. J.P. van Eesteren nam de bouw voor zijn rekening. 
Op een stevig onderstuk van glas en geribbelde platen waarin dienstverlenende bedrijven rijst een getrapte woontoren omhoog, dat lichtere tinten laat zien. De verdiepingen worden onderscheiden door horizontale lijnen in licht beton, die aan de westkant uitmonden in lichtgetinte balkons. De zijbalustrades zijn verfraaid met werk van Hugo Kaagman. 
Justus heeft 33 verdiepingen aangebracht in een hoogte van circa 100 meter. In de constructie is op de 24e etage nog een dakterras uitgespaard. Toren en parkeergarage worden afgesloten met wateropvang (neerslag). Het gebouw werd in het najaar van 2024 opgeleverd met nog braakliggend terrein voor de voordeur, maar elders had Hogeschool Inholland toen al gebouwd. Ook zijn er DUWO-appartementen neergezet voor hun IJ-campus.
Justus Werd in het najaar van 2024 opgeleverd in de noordoostelijke hoek van de kruising Olga de Haasstraat en Rudi van Dantzigstraat. Alle straten zijn hier vernoemd naar dansers.

## Baksteenreliëf
De ingang was het complex is opgeluisterd door een reliëf in baksteen. Behalve de naam zijn ook de drie Andreaskruizen uit het wapen van Amsterdam zichtbaar; in het wapen verticaal gestapeld, hier horizontaal afgebeeld. Zij worden aangevuld met twee panden. 